# Česlovas Laurinavičius
Česlovas Laurinavičius (ur. 16 września 1952 w Kownie) – litewski historyk i politolog, wykładowca.

## Życiorys
W 1977 ukończył studia na Wydziale Historii Uniwersytetu Wileńskiego. W 1993 uzyskał stopień naukowy doktora nauk humanistycznych.
W latach 1977–1984 był wykładowcą w Katedrze Historii Powszechnej na Wydziale Historii Uniwersytetu Wileńskiego. Od 1977 do 1989 pracował także jako archiwista w Centralnym Archiwum Państwowym Litewskiej SRR. W 1989 podjął pracę w Litewskim Instytucie Historycznym, gdzie w latach 1993–1997 oraz od 2001 pełni funkcję kierownika Zakładu Historii XX wieku.
W 1993 rozpoczął wykłady w Instytucie Stosunków Międzynarodowych i Nauk Politycznych Uniwersytetu Wileńskiego, gdzie pracował do 2004. Prowadził również zajęcia na Uniwersytecie Witolda Wielkiego w Kownie (1993–1996) oraz w Katedrze Historii na Wydziale Humanistycznym Uniwersytetu Kłajpedzkiego (od 1998).
Specjalizuje się w historii stosunków litewsko-radzieckich w latach 1918–1940. Jest autorem wielu prac i publikacji naukowych. Zasiada w kolegiach redakcyjnych czasopism "Lithuanian Foreign Policy Review", "Lietuvos istorijos metraštis", "Lithuanian Historical Studies".

## Wybrane publikacje
- Lietuvos – Sovietų Rusijos Taikos sutartis 1920 m. liepos 12 d., 1992
- Politika ir diplomatija. Lietuvių tautinės valstybės tapsmo ir raidos fragmentai, 1997
- NATO šaltojo karo metais, NATO vakar, šiandien, rytoj, wraz z Raimundasem Lopatą, 1999
- Geopolitikos įvadas (wraz z Egidijusem Motieką i Nortautasem Statkusem), 2002
- Geopolitiniai kodai. Tyrimo metodologija, (wraz z Egidijusem Motieką), 2003
- Baltijos valstybių geopolitikos bruožai XX amžius, 2005